# C-Turm

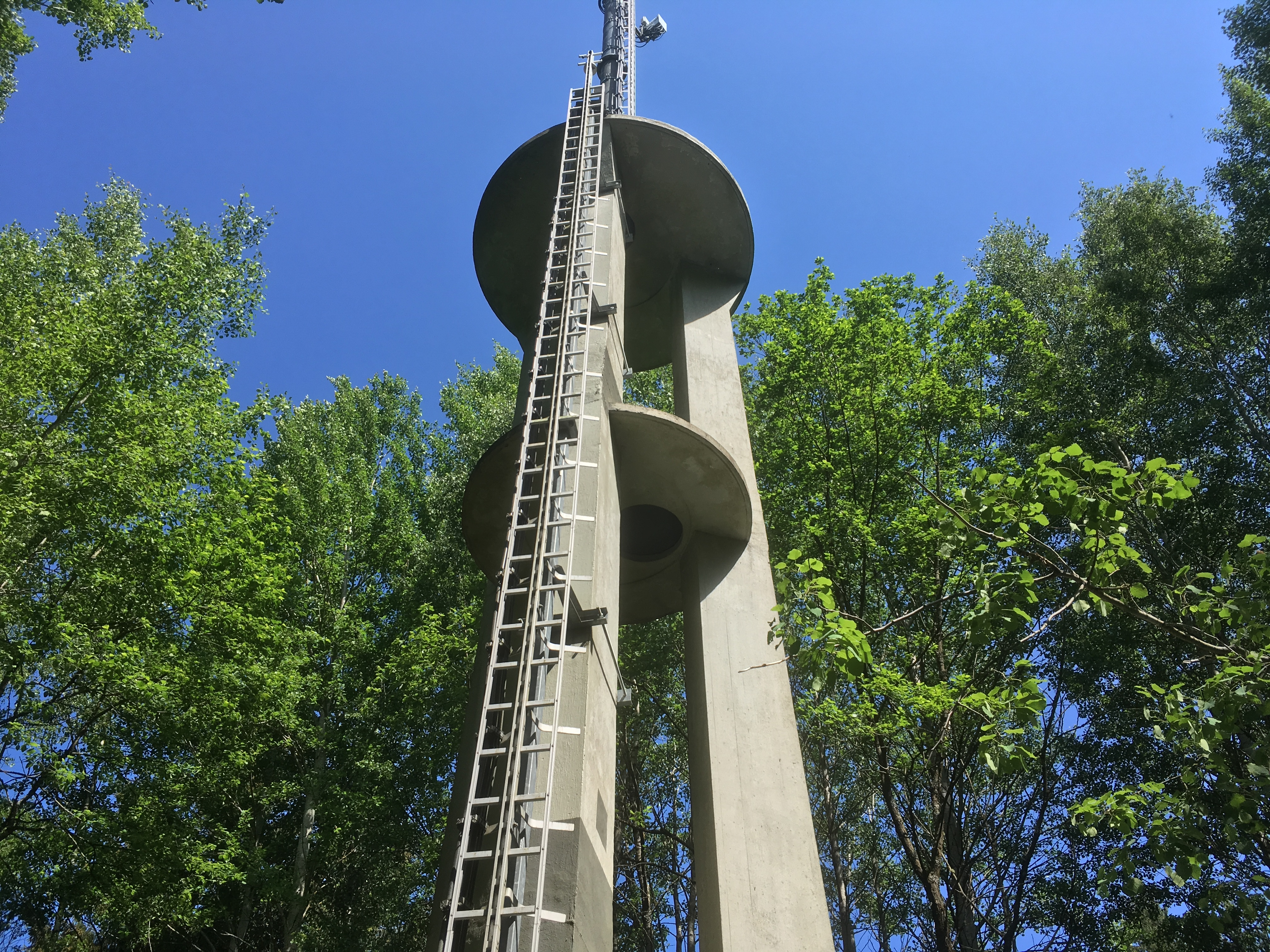
Passive Relaisstelle 11C4 Suhl/Steinsburg

Der C-Turm war im Richtfunknetz der SED eine passive Relaisstelle für Richtfunkverbindungen, also eine Form von passiver Richtfunkumlenkung.

## Beschreibung
Sogenannte C-Türme dienten im Richtfunknetz der SED als passive Relaisstelle (Umlenkspiegel) zwischen den A- und B-Türmen und den Richtfunkendstellen der Nutzer. Sie kamen dort zum Einsatz, wo zwischen der sendenden und der empfangenden Richtfunkstelle infolge geografischer Bodenbeschaffenheit keine quasi-optische Sicht vorhanden und damit keine direkte Verbindung hergestellt werden konnte. Als Beispiel sei die Verbindung von der Bezirksrichtfunkzentrale Suhl zur Bezirksleitung Suhl der Partei im Zentrum der Stadt erwähnt. Diese Verbindung wurde vom Schneekopf über einen Umlenkspiegel (auch „Kuchenblech“ genannt) auf dem Herleshügel, ca. 800 m von der Bezirksrichtfunkzentrale entfernt, betrieben. C-Türme waren genormte Wiederverwendungsprojekte mit einer Höhe von 25 Metern. Errichtet wurden die C-Türme Ende der 1950er, Anfang der 1960er Jahre im Zuge des Aufbaus des Richtfunknetzes der SED im Auftrag der Fundament GmbH, dem Baubetrieb der SED. Insgesamt wurden auf dem Gebiet der DDR neun baugleiche Türme errichtet, von denen im Jahr 2019 noch drei existierten. An der Spitze der Türme befand sich ein 4 m × 4 m großer Metallreflektor, der den ankommenden Richtfunkstrahl – den Gesetzen der Reflexion gehorchend – zum Ziel reflektierte. Einige C-Türme waren Sonderbauten. Die Reflektoren waren auf Hochhäusern oder an Stahlgittermasten montiert.